# Gönpokyab
Gönpokyab (tib. mgon po skyabs; fl. 18. Jhd.) bzw. Ghombojab u. a. war ein bedeutender mongolischer Gelehrter und Übersetzer. Der mongolische Adlige ist unter anderem als Verfasser einer kurzen Genealogie, des Werkes rgya nag chos 'byung, hervorgetreten. Er war der Leiter der Tibetischen Schule in Peking.

## Rgya nag chos 'byung
Sein 1725 produziertes Werk  rgya nag chos 'byung (chin. Hanqu Fojiao yuanliu  汉区佛教源流 bzw. Hanqu Fojiao yuanliu shi 汉区佛教源流记 / Ursprung und Entwicklung des Buddhismus im Han-Gebiet) erschien neuerdings in der chinesischen Buchreihe Zangji yidian congshu mit übersetzten Werken der tibetischen Historiographie im Nationalitätenverlag Qinghai.
Das Buch gilt als ein repräsentatives Werk, das den akademischen Austausch zwischen Chinesen, Tibetern und Mongolen während der Qing-Dynastie widerspiegelt und von großem Wert für das Studium der Geschichte der chinesischen ethnischen Minderheiten ist.